# Ataúd económico

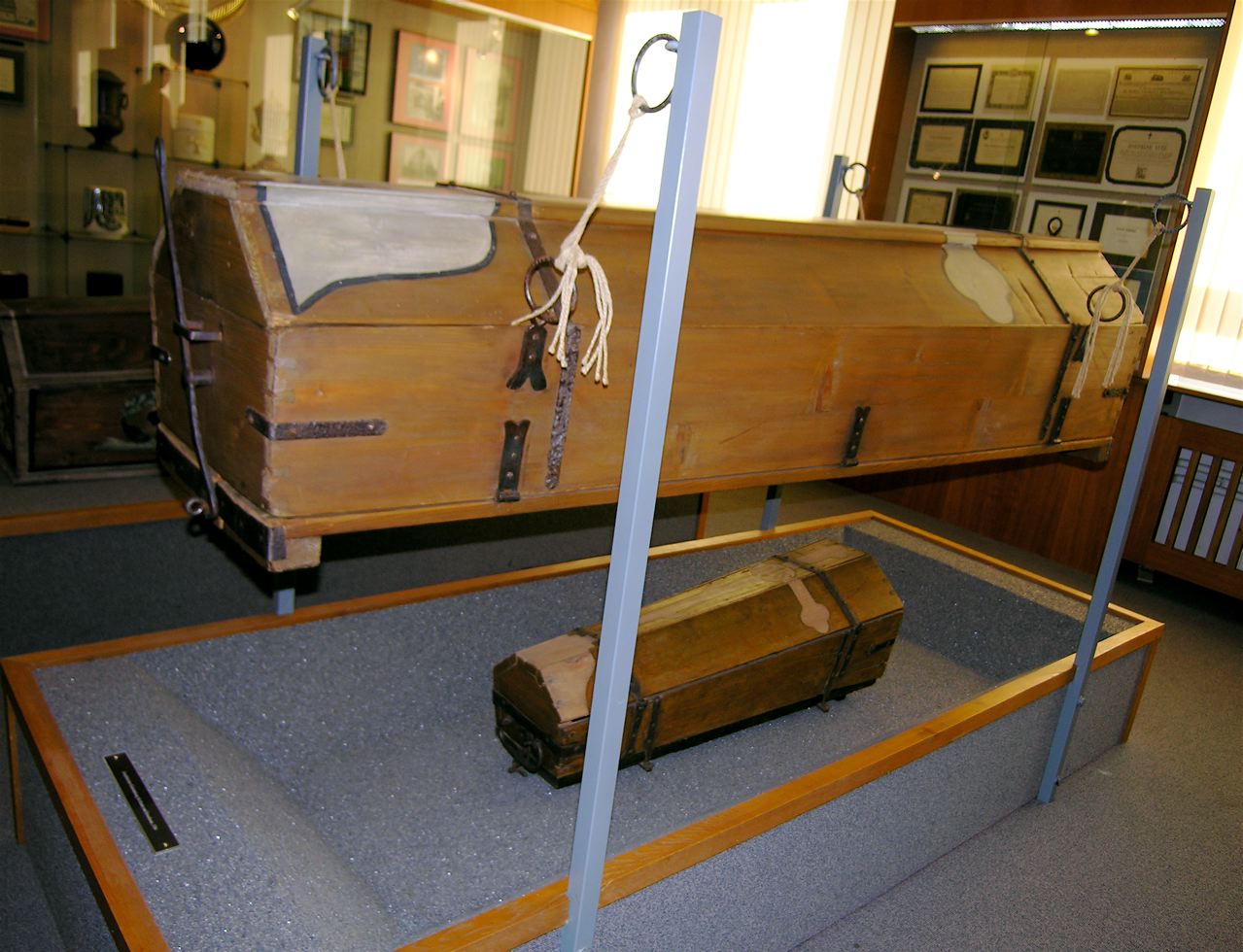
Un ejemplo que se conserva en el Museo Funerario de Viena.

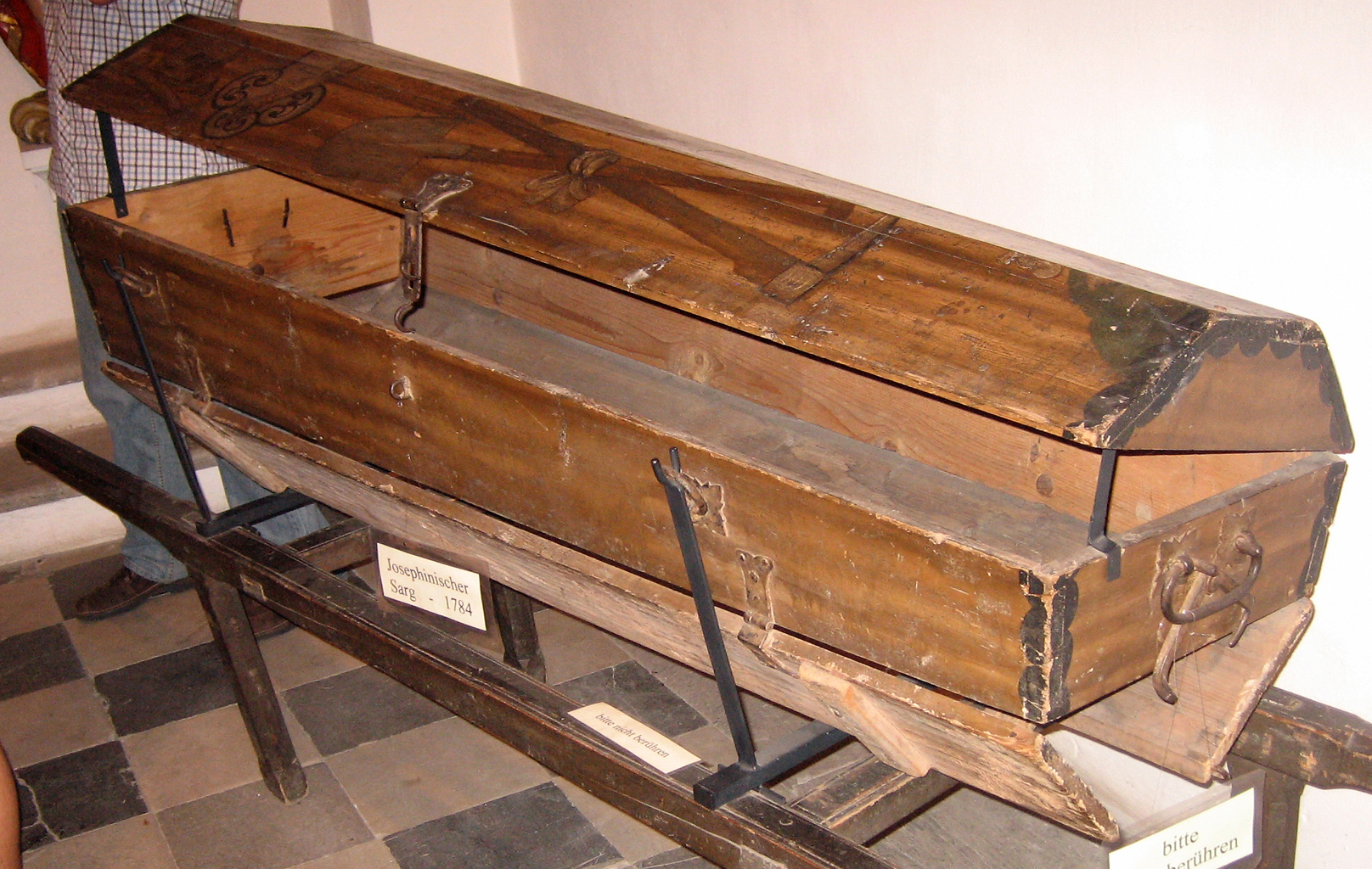
Un ejemplo que muestra la parte inferior abierta.

El ataúd económico, ataúd con bisagras o ataúd josefiniano (en alemán: Sparsarg, Klappsärge o Josephinischer Sarg) era un tipo de ataúd reutilizable introducido por José II, emperador del Sacro Imperio Romano Germánico a finales del siglo XVIII. El cuerpo era llevado en el ataúd a la tumba, donde sería arrojado a la tumba a través de puertas plegables en la base. Luego, el ataúd se reutilizaría.

## Antecedentes
José II fue un gobernante reformador que defendió los principios de la Ilustración. Fue un entusiasta defensor del derecho natural y se adhirió menos estrictamente al dogma cristiano que sus predecesores. Muchas de sus reformas fueron de naturaleza utilitaria y también sirvieron para extender el alcance del estado.
José hizo varios decretos relacionados con los entierros, por razones de higiene. Introdujo períodos legalmente obligatorios entre la muerte y el entierro y exigió el examen del fallecido por un profesional médico. Joseph prohibió los entierros dentro de las bóvedas de las iglesias en Viena en 1782, requiriendo que los entierros se llevaran a cabo fuera de los límites de la ciudad. Extendió este decreto a toda Austria en 1783 y al resto de las tierras de los Habsburgo en 1784. También desalentó las visitas a los cementerios excepto con el propósito de enterrarlos.

## Ataúd
En agosto de 1784, José ordenó que todos los entierros se hicieran con ataúdes reutilizables. Esto evitaría lo que él considera un desperdicio de madera. También proclamó que los difuntos debían ser enterrados desnudos para que otras personas pudieran reutilizar sus ropas. Joseph también consideró que las medidas permitirían una descomposición más rápida del cuerpo, lo que consideró más higiénico y que permitiría la reutilización más temprana de la tumba.
Joseph decretó que cada parroquia construiría suficientes ataúdes económicos para sus necesidades. Estos ataúdes se construyeron con trampillas en su base. El cuerpo se colocaba desnudo en un saco y se transportaba a la tumba en el ataúd. El ataúd se bajaba a la tumba y se accionaba una palanca que abría la trampilla, permitiendo que el cuerpo cayera al fondo de la tumba. El ataúd luego sería devuelto a la parroquia para su reutilización en futuros entierros. A veces se habían utilizado ataúdes similares en el período medieval durante épocas de alta mortalidad, como las epidemias de peste.
El ataúd resultó ser una de las más controvertidas de todas las reformas de José, y recibió una considerable resistencia del público en general, la iglesia y los funcionarios de su propio gobierno. José retiró la orden después de seis meses, aunque sus otras reformas funerarias se mantuvieron en su lugar. El propio José fue enterrado en un ataúd convencional después de su muerte en 1790, aunque era de una construcción de cobre simple en lugar de los ataúdes elaboradamente detallados de sus predecesores.